# AIM-260 JATM
AIM-260 JATM (Joint Advanced Tactical Missile) – amerykański kierowany pocisk rakietowy powietrze–powietrze dalekiego zasięgu opracowywany przez Lockheed Martin, jako następcę pocisku AIM-120 AMRAAM.

## Historia
Prace nad nowym kierowanym pociskiem rakietowym powietrze–powietrze rozpoczęły się formalnie w 2017 roku w ramach programu Joint Advanced Tactical Missile (JATM). Pierwsze informacje na temat nowego uzbrojenia upublicznione zostały w 2019 roku. Nowa rakieta ma się charakteryzować dwukrotnie większym zasięgiem niż pociski AIM-120 AMRAAM, przy zachowaniu podobnych rozmiarów. Próby nowej konstrukcji mają rozpocząć się w 2022 roku, a w kolejnym roku pocisk ma osiągnąć wstępną gotowość operacyjną. Rozmiary rakiety umożliwią przenoszenie jej w wewnętrznych komorach uzbrojenia samolotów Lockheed F-22 Raptor i Lockheed Martin F-35 Lightning II. W pierwszej kolejności, AIM-260 ma zostać zintegrowany z F-22 i McDonnell Douglas F/A-18 Hornet wersji E/F, dopiero w dalszym okresie z F-35. Wszystkie informacje dotyczące osiągów pocisku, zastosowanego napędu i systemu naprowadzania mają charakter spekulacji. USAF ujawniła jednak, że w przeciwieństwie do europejskiego Meteora, AIM-260 nie będzie używał silnika strumieniowego. Zdaniem komentatorów, pocisk jest amerykańską odpowiedzią na chiński rakietowy pocisk dalekiego zasięgu klasy powietrze-powietrze PL-15. Według nieoficjalnych informacji, pocisk będzie dysponował zasięgiem rzędu 200 km, lecąc z maksymalną prędkością około 5 Ma. Nie jest jasne jaki rodzaj napędu zastosuje producent, oczekiwana prędkość sugerowała silnik strumieniowy, z drugiej jednak strony, z nielicznych udostępnionych oficjalnie informacji wynika, iż ten rodzaj silnika nie znajdzie zastosowania na AIM-260. Inną możliwością są nowe, wysokoenergetyczne paliwa, napędzające bardziej klasyczne silniki ale dające możliwość osiągnięcia zakładanych parametrów lotu. Spekulacje dotyczące sposobu naprowadzania pocisku mówią o wykorzystywaniu anteny z aktywnym skanowaniem elektronicznym  (ang. active electronically scanned array - AESA). Głowicę z kombinowanym układem naprowadzającym, wykorzystującym radar AESA i czujnik/czujniki podczerwieni lub pasywną głowicę radiolokacyjną, naprowadzającą się na wykryty sygnał radarowy, wysyłany przez cel ataku. Prace nad pociskiem mają dla amerykańskich sił powietrznych charakter priorytetowy. Wprowadzenie rakiety do uzbrojenia, i jej zamówienia, według planów, mają pozwolić na wygaszenie produkcji AIM-120. Przy zachowaniu wsparcia technicznego eksploatacji tego ostatniego.